# Долина вукова: Заседа
Долина вукова — Заседа (тур. Kurtlar Vadisi Pusu) турска је телевизијска серија снимана од 2007. до 2016. 
У Србији је приказивана од 2014. до 2017. на телевизији Хепи.

## Синопсис
Серија наставља да прати живот тајног агента државне безбедности, Алија Џандана, који је повучен из тајног задатка, да се врати у Турску и настави свој посао у редовима турске мафије.

## Улоге
| Глумац:       | Улога:         |
| ------------- | -------------- |
| Неџати Шашмаз | Полат Алемдар  |
| Гуркан Ујгун  | Мемати Баш     |
| Ерхан Уфак    | Ерхан Уфак     |
| Кенан Чобан   | Абдулхеј Чобан |